# Thomas Veazey

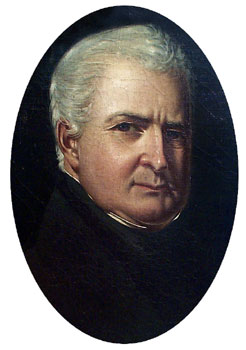
Thomas Ward Veazey

Thomas Ward Veazey (* 31. Januar 1774 im Cecil County, Province of Maryland; † 1. Juli 1842 ebenda) war ein US-amerikanischer Politiker und von 1836 bis 1839 Gouverneur des Bundesstaates Maryland.

## Frühe Jahre und politischer Aufstieg
Thomas Veazey besuchte bis 1795 das Washington College. Während des Krieges von 1812 war er Oberstleutnant in der Miliz von Maryland. Bereits seit 1808 war er politisch aktiv. In diesem Jahr sowie im Jahr 1812 war er Wahlmann bei den jeweiligen Präsidentschaftswahlen, bei denen er für James Madison stimmte. Zwischen 1811 und 1812 war er Mitglied im Repräsentantenhaus von Maryland.

## Gouverneur von Maryland und weiterer Lebenslauf
Nach einer fast 20-jährigen politischen Auszeit wurde Veazey zwischen 1833 und 1835 als Kandidat der Whig Party Mitglied des Beraterstabs (Governor’s Executive Council) von Gouverneur James Thomas. Am 4. Januar 1836 wurde er von der Legislative zum neuen Gouverneur seines Staates gewählt. Nach zwei Wiederwahlen in den Jahren 1837 und 1838 konnte er bis zum 7. Januar 1839 im Amt bleiben. In dieser Zeit wurde die Verfassung von Maryland überarbeitet. Eine der Änderungen betraf das Amt des Gouverneurs. In Zukunft sollten die Gouverneure auf drei Jahre vom Volk gewählt werden. Zuvor wählte die Legislative den Gouverneur für ein Jahr.
Ansonsten unterstützte der Gouverneur die Verbesserung der Infrastruktur in Maryland. Dafür wurde viel Geld in den Ausbau der Eisenbahnen und der Wasserstraßen investiert. Nach Ablauf seiner Amtszeit zog sich Thomas Veazey aus der Politik zurück. Er starb am 1. Juli 1842. Thomas Veazey war dreimal verheiratet und hatte insgesamt elf Kinder. 